# Endrin
Endrin je pesticid dříve používaný zejména pro obilniny a ovoce, ale i pro bavlnu, tabák nebo cukrovou třtinu. Používal se jako insekticid, rodenticid (proti hlodavcům) a avicid (proti ptákům).

## Chemické vlastnosti
Čistý endrin je bílá krystalická látka, která taje při teplotě 226 až 230 °C, přičemž přitom dochází k částečnému rozkladu. Endrin je velmi špatně rozpustný ve vodě (0,23 mg/l).
Jako komerční přípravek (cca 92 % endrinu) je žlutohnědý s charakteristickým zápachem. Obvyklé příměsi tvoří isodrin (0,73 %), ketoendrin (1,57 %), dieldrin (0,42 %), aldrin (0,03 %). atd.

## Ekologická rizika
Endrin je toxický i pro tzv. necílové živočichy. Obzvláště toxický je pro ryby, vodní bezobratlé organismy a pro fytoplankton. Je schopen se kumulovat v tělech organismů, a tak dochází k jeho hromadění v rámci potravních řetězcích (bioakumulace). Z tohoto důvodu jsou nejvíce ohroženy populace ptáků a šelem. I proto byla ve většině zemí, včetně České republiky, výroba a použití endrinu zakázána.

## Zdravotní rizika
Může vstupovat do těla kůží inhalačně (vdechnutím) nebo orálně (spolknutím). Způsobuje bolesti hlavy a závratě, zvracení, nespavost, ale i reverzibilní hluchotu. Vyšší dávky vyvolávají křeče, obtížné dýchání, třes a zmatenost. Chronická expozice vede k poškození jater.

## Regulace
Mezinárodně je regulován Stockholmskou úmluvou.